# Municipio de Garfield (condado de Grand Traverse)
El municipio de Garfield Garfield (en inglés: Garfield Garfield Township) es un municipio ubicado en el condado de Grand Traverse en el estado estadounidense de Míchigan. En el año 2010 tenía una población de 16256 habitantes y una densidad poblacional de 226,64 personas por km².

## Geografía
El municipio de Garfield Garfield se encuentra ubicado en las coordenadas 44°43′16″N 85°38′30″O / 44.72111, -85.64167. Según la Oficina del Censo de los Estados Unidos, el municipio tiene una superficie total de 71.72 km², de la cual 68.87 km² corresponden a tierra firme y (3.98%) 2.85 km² es agua.

## Demografía
Según el censo de 2010, había 16256 personas residiendo en el municipio de Garfield Garfield. La densidad de población era de 226,64 hab./km². De los 16256 habitantes, el municipio de Garfield Garfield estaba compuesto por el 93.87% blancos, el 0.8% eran afroamericanos, el 1.18% eran amerindios, el 1.06% eran asiáticos, el 0.04% eran isleños del Pacífico, el 0.67% eran de otras razas y el 2.37% pertenecían a dos o más razas. Del total de la población el 2.45% eran hispanos o latinos de cualquier raza.